# Joan José Nogués
Joan José Nogués Portalatín (Borja, 28 marzo 1909 – Palma di Maiorca, 3 giugno 1998) è stato un allenatore di calcio e calciatore spagnolo.

## Carriera
Nogués ha debuttato in Primera División con il F. C. Barcelona il 12 dicembre 1930 in un pareggio 1-1 con il Real Racing Club de Santander. Durante la sua carriera da giocatore con il club, ha contribuito a vincere la Copa Catalunya in cinque occasioni. Tra il 1932 e il 1941 ha anche giocato dieci partite per la selezione catalana. Il 14 febbraio 1934 ha giocato contro la Spagna allo stadio Les Corts. Nogués avrebbe successivamente giocato nella squadra spagnola alla Coppa del Mondo. Ha giocato la sua unica partita per la Spagna contro l'Italia il 1 giugno 1934, sostituendo Ricardo Zamora che si era infortunato e subendo un gol.
Dopo il ritiro come giocatore, Nogués ha assunto l'incarico di allenatore al Barcelona durante la stagione 1941-42. Quell'anno il club è riuscito a vincere la Coppa di Spagna, superando l'Athletic Club 4-3 nei tempi supplementari. Durante la stagione 1942-43 Nogués ha portato il Barça al terzo posto in campionato e alle semifinali della Coppa del Generalísimo. In semifinale sono stati eliminati dal Real Madrid C. F.
Successivamente, ha allenato il Club Gimnàstic de Tarragona durante le stagioni in cui la squadra ha militato in Primera División negli anni '40. Nel 1947, il Gimnàstic ha anche raggiunto le semifinali nella Coppa del Generalísimo ma ha perso contro il R. C. D. Espanyol. Ha concluso la sua carriera allenando l'Espanyol, il Real Sporting de Gijón e l'U. E. Lleida.